# Stadio di Dogana Ezio Conti
Stadio di Dogana Ezio Conti – stadion piłkarski położony w mieście Dogana w San Marino. Swoje mecze rozgrywa na nim drużyna piłkarska AC Juvenes/Dogana. Stadion może pomieścić 1 200 widzów.